# Jahānshāh
Jahānshāh (persiska: جهانشاه, Haft Cheshmeh-ye Jahānshāh) är en ort i Iran.   Den ligger i provinsen Kermanshah, i den västra delen av landet, 500 km väster om huvudstaden Teheran. Jahānshāh ligger 1 508 meter över havet och antalet invånare är 170.
Terrängen runt Jahānshāh är huvudsakligen kuperad, men den allra närmaste omgivningen är platt. Runt Jahānshāh är det ganska glesbefolkat, med 39 invånare per kvadratkilometer. Närmaste större samhälle är Eslāmābād-e Gharb, 17,8 km nordost om Jahānshāh. Omgivningarna runt Jahānshāh är i huvudsak ett öppet busklandskap.